# Tuta da neve

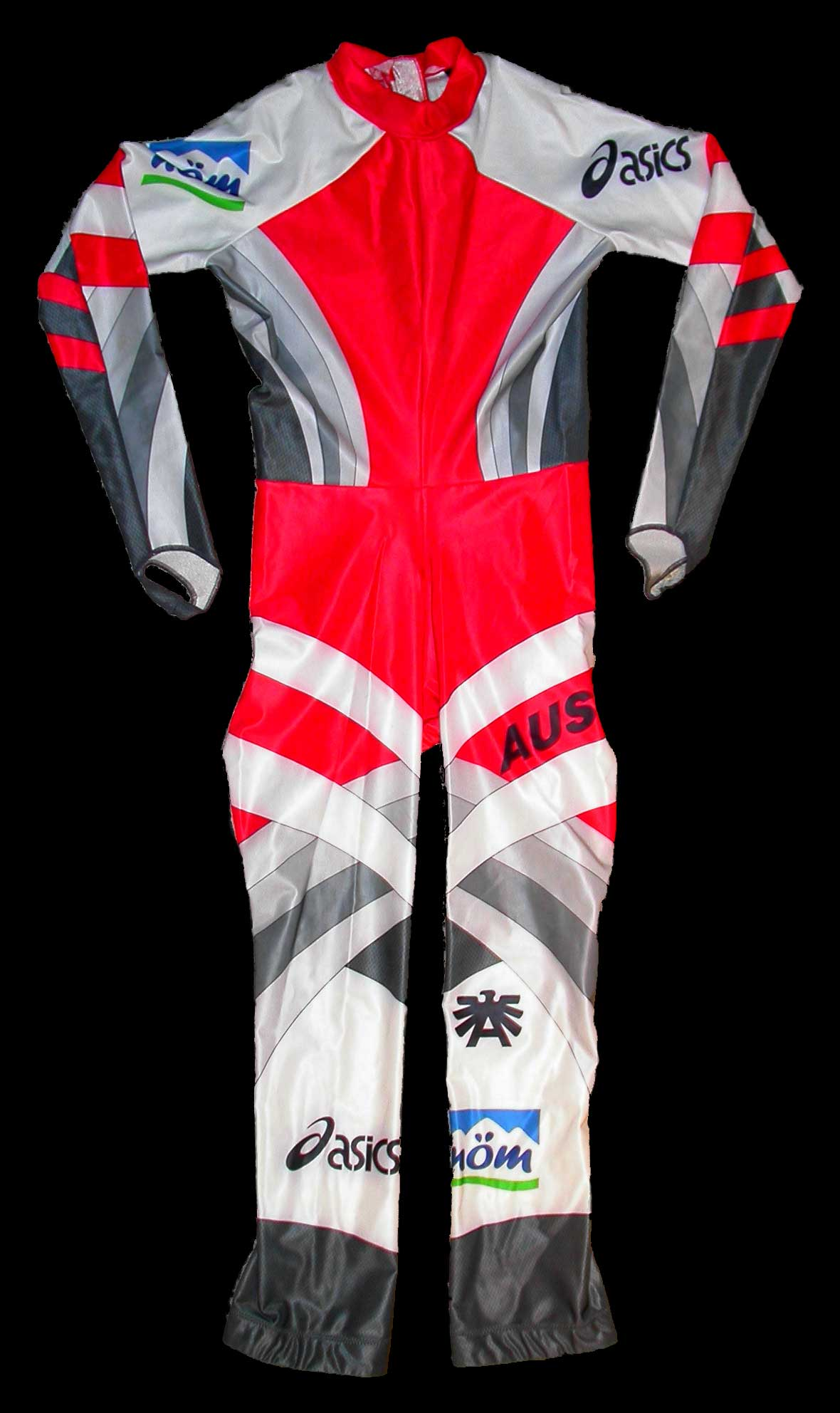
Tuta da sci professionale austriaca.

Una tuta da neve, o tuta da sci, è una tuta realizzata per essere indossata sopra il resto degli abiti mentre si scia. 
La tuta da sci è realizzata in un tessuto resistente all'acqua ed al vento. Di solito la tuta è imbottita per mantenere lo sciatore caldo, benché normalmente essa venga indossata al di sopra di altri indumenti. 
Le tute da sci professionali, a differenza di quelle comuni, sono molto sottili ed aderenti, per essere quanto più aerodinamiche possibili. Le tute da sci possono essere realizzate in un unico pezzo o nella forma di un pantalone e una giacca coordinati.